# ISO 3166-2:LI
ISO 3166-2 données pour le Liechtenstein.
- Sources de la liste : IGN 1990; FIPS 10-4
- Source des codes : secrétariat ISO/TC 46/WG 2

## Mises à jour
- ISO 3166-2:2007-04-17 Bulletin n° I-8 (création)

## Communes (11)en:commune,de:Gemeinshaft
| Code ISO 3166-2 | Commune                  | Commune |
| Code ISO 3166-2 | Nom allemand ou français |         |
| --------------- | ------------------------ | ------- |
| LI-01           | Balzers                  |         |
| LI-02           | Eschen                   |         |
| LI-03           | Gamprin                  |         |
| LI-04           | Mauren                   |         |
| LI-05           | Planken                  |         |
| LI-06           | Ruggell                  |         |
| LI-07           | Schaan                   |         |
| LI-08           | Schellenberg             |         |
| LI-09           | Triesen                  |         |
| LI-10           | Triesenberg              |         |
| LI-11           | Vaduz                    |         |